# Johan Lund (orgelbyggare)
Johan Jonsson Lund, född 10 september 1800 i Arnäs socken, Västernorrlands län, död 21 april 1859 i Katarina församling, Stockholm, var en svensk orgelbyggare. Yngre bror till orgelbyggaren Pehr Lund och far till orgelbyggaren Carl Johan Lund.

## Biografi
Lund föddes 10 september 1800 på Lunde gård 7 i Arnäs socken, Västernorrlands län. Han är son till Jon Jonsson och Lisa Johansdotter. Han flyttade 1824 till Klara församling, Stockholm och blev vagnmakargesäll.
Lund blev 1827 gesäll hos orgelbyggaren Gustaf Andersson i Stockholm. Lund flyttade 1830 till kvarteret Vingrån 17. Flyttade 1837 till Gullfjedern 4 i Maria Magdalena församling, Stockholm. Lund flyttade 1843 till Länna. Flyttade 1843 till Norrtälje. Flytta 1847 till Katarina församling. Bodde 1849 på Kanin minsta i Maria Magdalena församling, Stockholm. Flyttade 1849 till Nyköping. Lund flyttade 1850 till Södertälje. Bosatte sig 1851 på Uven större 76 i Maria Magdalena församling, Stockholm. Bosatte sig 1855 på kvarter Bonde mindre 19 i Katarina församling. Lund avled 21 april 1859 i Katarina församling, Stockholm.

### Familj
Lund gifte sig omkring 1831 med Amalia Jakobina Lemke (född 1805). De fick tillsammans barnen Carl Johan (1831–1914). Augusta (född 1840).

## Orglar
| År   | Ursprunglig kyrka         | Stift      | Bild | Manualer | Pedal        | Stämmor | Bevarad orgel/fasad | Övrigt |
| ---- | ------------------------- | ---------- | ---- | -------- | ------------ | ------- | ------------------- | --- |
| 1842 | Riala kyrka               | Uppsala    |      | 1        | Självständig | 8       | Nej/Ja              | Orgeln bestod av äldre material. En ny orgel byggdes 1921 av Furtwängler & Hammer, Hannover, Tyskland.                                                                         |
| 1844 | Rådmansö kyrka            | Uppsala    |      |          |              | 13      | Ja (delvis)/Nej     | En ny orgel byggdes 1907 av Erik Henrik Eriksson, Gävle. En del stämmor från 1844 års orgel ingår i Erikssons orgel.                                                           |
| 1848 | Helgesta kyrka            | Strängnäs  |      |          |              |         | Nej/Ja              | En ny orgel byggdes 1939 av Th Frobenius & Co, Kongens Lyngby, Danmark. |
| 1850 | Gåsinge kyrka             | Strängnäs  |      |          |              | 10      | Nej/Nej             | En ny orgel byggdes 1938 av E A Setterquist & Son, Örebro. |
| 1852 | Ytterenhörna kyrka        | Strängnäs  |      |          |              | 7       | Nej/Nej             | En ny orgel byggdes 1907 av Johannes Magnusson, Göteborg. |
| 1852 | Kvarsebo kyrka            | Linköpings |      | 1        | Självständig | 9       | Ja/Ja               | Orgeln omdiponerades 1917 och 1930 av A Magnussons Orgelbyggeri AB, Göteborg. Orgeln renoverades 1974 av Bröderna Moberg, Sandviken. Då återdisponerades orgeln till viss del. |
| 1853 | Lunda kyrka, Södermanland | Strängnäs  |      |          |              | 10      | Nej/Nej             | En ny orgel byggdes 1946 av A Mårtenssons Orgelfabrik AB, Lund. |
| 1854 | Bergshammars kyrka        | Strängnäs  |      |          |              | 6       | Nej/Nej             | Orgeln byggdes tillsammans med Per Larsson Åkerman, Stockholm. En ny orgel byggdes 1957 av Grönlunds Orgelbyggeri AB, Gammelstad.                                              |
| 1855 | Överenhörna kyrka         | Strängnäs  |      |          |              | 5       | Nej/Nej             | En ny orgel byggdes 1955 av Olof Hammarberg, Göteborg. |
| 1856 | Kila kyrka                | Strängnäs  |      |          |              | 10      | Nej/Nej             | En ny orgel byggdes 1946 av Olof Hammarberg, Göteborg. |
| 1856 | Sköldinge kyrka           | Strängnäs  |      |          |              |         | Nej/Nej             | En ny orgel byggdes 1915 av Olof Hammarberg, Göteborg. |
| 1859 | Hyltinge kyrka            | Strängnäs  |      |          |              | 9       | Nej/Ja              | En ny orgel byggdes 1925 av Olof Hammarberg, Göteborg. |

| År   | Ursprunglig kyrka | Stift     | Bild | Manualer | Pedal   | Stämmor | Bevarad orgel/fasad | Övrigt |
| ---- | ----------------- | --------- | ---- | -------- | ------- | ------- | ------------------- | --- |
| 1852 | Överselö kyrka    | Strängnäs |      | 1        | Bihängd | 7       | Ja/Ja               | 1852 omändrade Lund en orgel. Orgeln var byggd 1754 av Jonas Gren och Petter Stråhle, Stockholm. 1952 renoverades orgeln av Olof Hammarberg, Göteborg. |
| 1852 | Västermo kyrka    | Strängnäs |      | 1        |         | 10      | Nej/Nej             | Lund renoverades en okänd orgel 1852. En ny orgel byggdes 1878 av E A Setterquist & Son, Örebro.                                                       |

## Medarbetare
- 1843–1845 - Eric Axel Oscar Palm (född 1813). Han var orgelbyggarelev hos Lund.
- 1844–1845 - Johan Leopold Albin Sjöberg (född 1823). Han var elev hos Lund.